# گری دیویس
جوزف گراهام "گری" دیویس جونیور (انگلیسی: Joseph Graham "Gray" Davis, Jr.؛ زادهٔ ۲۶ دسامبر ۱۹۴۲) یک سیاست‌مدار اهل ایالات متحده آمریکا است. دیویس در فاصله سال‌های ۱۹۹۹–۲۰۰۳ سی و هفتمین فرماندار ایالت کالیفرنیا بود